# 平壤FM廣播電台
平壌FM廣播電臺（朝鲜语：／）是的一家調頻廣播電臺，1989年1月1日正式開播。该电台有些节目与朝鲜中央广播电台相似（例如新闻），但主要还是播放音乐类节目，播放的曲目大多为“革命歌曲”，有时也会播放外国经典音乐。
同朝鲜其它国营电台以《金日成将军之歌》为广播开始曲不同，该台每个整点播放《金正日将军之歌》作为广播调谐信号。

## 播出時間
平壤時間（UTC+9）06:00至12:00，16:00至翌日凌晨5:00；节假日则全天24小时播音。

## 覆蓋範圍
- 平壤市 105.2MHz（20kw）、90.1MHz（2kw）
- 咸興市 106.1MHz（20kw）
- 清津市 105.5MHz（10kw）
- 海州市 103.7MHz（10kw）
- 江界市 93.3MHz（5kw）
- 元山市 95.1MHz（5kw）
- 開城市 92.5MHz（2kw）
- 沙里院市 103.0MHz（2kw）
- 南浦市 107.2MHz（2kw）
- 金策市 102.1MHz（1kw）
- 惠山市 93.8MHz（2kw）（实际未发射）
- 新義州市 101.3MHz（5kw）（实际未发射）

## 外部連結
- 平壤FM广播电台在线直播源
- 廣播出版領域簡介 （页面存档备份，存于），中國駐朝鮮大使館
- 平壤FM广播电台开台录音 （页面存档备份，存于），土豆网
- 平壤FM广播电台2小时完整录音 （页面存档备份，存于），土豆网